# Faber (Rebsorte)

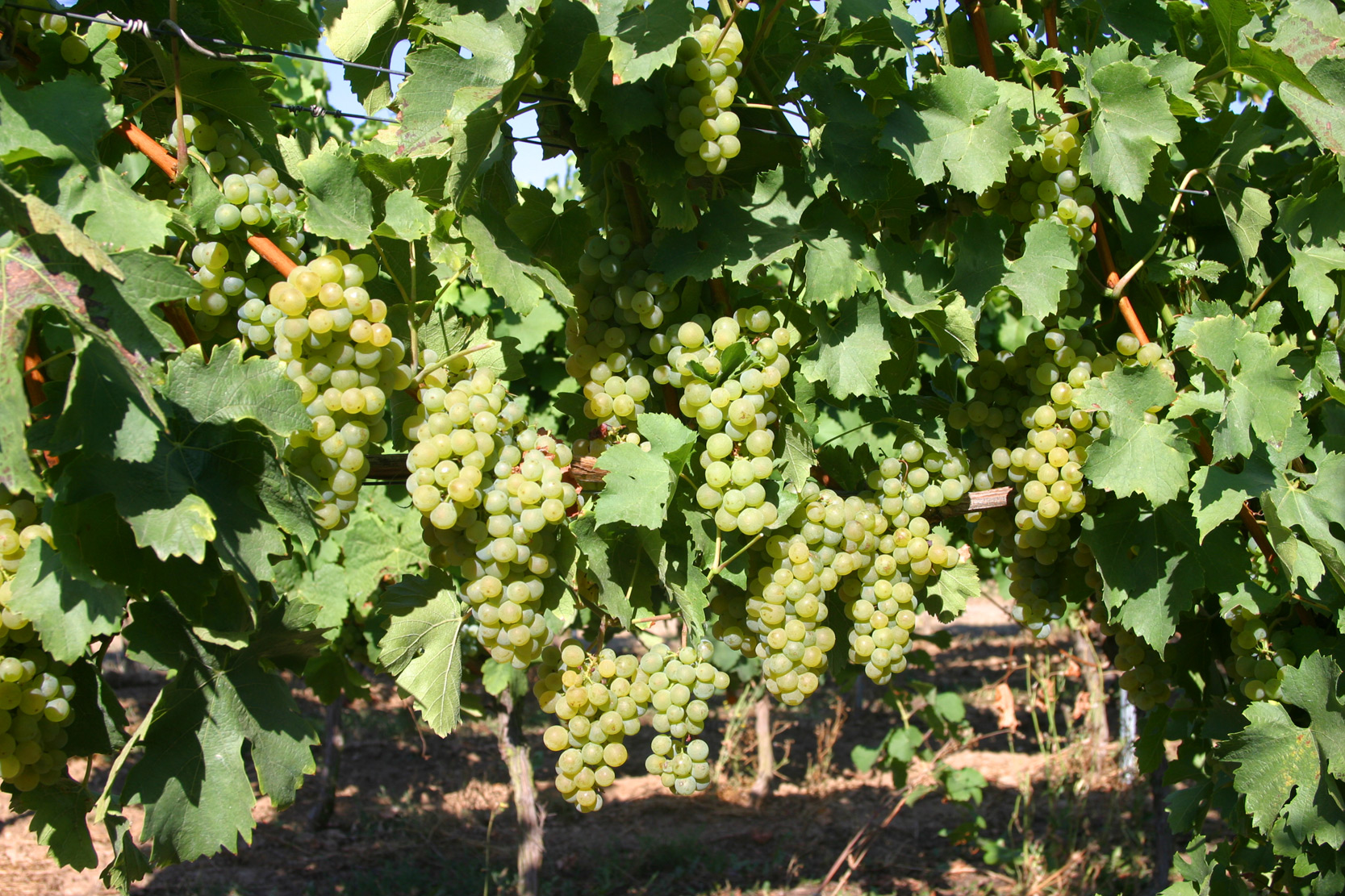
Blätter und Trauben der weißen Rebsorte Faber

Die Weißweinsorte Faber, auch Faberrebe, wurde 1929 von Georg Scheu an der Landesanstalt für Rebenzüchtung in Alzey aus Chardonnay und Müller-Thurgau gekreuzt. Die ursprünglichen Angaben des Züchters, es handele sich um eine Kreuzung von Weißburgunder und Müller-Thurgau, konnten in der Zwischenzeit durch eine DNA-Analyse von Di Vecci-Staraz im Jahr 2009 widerlegt werden. Der Sortenschutz sowie der Eintrag in die Sortenliste erfolgte 1967. Diese Weißweinsorte bringt ausgeprägt fruchtigen Wein mit einem charakteristischen leichten Muskataroma (→ Aromen im Wein) hervor. Aufgrund der hohen Säurewerte liefert die Faberrebe frische und rassige Weine. Wegen der frühen Reife sind neben den Beständen in Deutschland auch kleinere Anpflanzungen in England bekannt.
Im Jahr 2008 wurde von einigen Weingütern eine Initiative „Relaunch F“ gestartet, um der zunehmend in Vergessenheit geratenden Sorte ein neues Image zu geben und ihre Vermarktungschancen wieder zu verbessern.
Siehe auch die Artikel Weinbau in Deutschland und Weinbau im Vereinigten Königreich sowie die Liste von Rebsorten.
Synonyme: Faberrebe, Zuchtnummer Az 10375
Abstammung: Chardonnay × Müller-Thurgau

## Verbreitung
In Deutschland waren im Jahr 2019 250 Hektar Rebfläche mit der Rebsorte Faber bestockt. Im Jahr 2006 waren noch 689 Hektar Anbaufläche bestockt, nachdem im Jahr 1999 immerhin 1657 Hektar erhoben wurden.
| Weinbaugebiet          | Rebfläche (Hektar) |
| Ahr                    | 0                  |
| Baden                  | 0                  |
| Franken                | 4                  |
| Hessische Bergstraße   | 0                  |
| Mittelrhein            | 0                  |
| Mosel                  | 0                  |
| Nahe                   | 13                 |
| Pfalz                  | 18                 |
| Rheingau               | 1                  |
| Rheinhessen            | 214                |
| TOTAL Deutschland 2007 | 250                |

Quelle: Statistisches Bundesamt (2021): Land- und Forstwirtschaft, Fischerei. Landwirtschaftliche Bodennutzung – Rebflächen. Fachserie 3 Reihe 3.1.5.

## Ampelographische Sortenmerkmale
In der Ampelographie wird der Habitus folgendermaßen beschrieben:
- Die Triebspitze ist offen. Sie ist mittel bis stark weißwollig behaart.
- Die Blätter (siehe auch den Artikel Blattform) sind drei- bis fünflappig und tief gebuchtet. Die Stielbucht V-förmig offen. Der Blattrand ist stumpf gezahnt. Im Vergleich zu anderen Rebsorten sind die Zähne mittelweit gesetzt. Die Blattoberfläche (auch Spreite genannt) ist leicht blasig.
- Die walzenförmige Traube ist mittelgroß und locker- bis dichtbeerig. Die leicht länglichen Beeren sind mittelgroß und von grüngelblicher Farbe.

Die schwachwüchsige Faberrebe reift ab Mitte September. Die Reife erfolgt somit früh bis mittelfrüh. Eine besondere Botrytisanfälligkeit der Beeren ist nicht vorhanden. Dagegen besteht eine Anfälligkeit gegen Stiellähme, der durch geeignete Kulturmaßnahmen entgegengewirkt werden kann. Außerdem neigt sie zu starker Geiztriebbildung, die zu einer etwas erhöhten Laubarbeit im Weinberg führt.
Ein Mostgewicht von 80–85 Grad Oechsle kann bei 100–150 hl/ha erzielt werden. Die Sorte erbringt gleichmäßig hohe Erträge, so dass durch eine gezielte Reberziehung eine Ertragsminderung durchgeführt werden sollte, um gute Weinqualitäten zu erzielen. Bei niedrigen Mostgewichten kann der Wein unangenehme Aromen aufweisen.